# Lijst van Engelstalige literaire jeugdboekenschrijvers
Dit is een lijst van schrijvers van Engelstalige jeugdliteratuur.

## Verenigd Koninkrijk
- Enid Blyton
- Frances Hodgson Burnett
- Lewis Carroll
- Roald Dahl
- Kenneth Grahame
- Eric Linklater
- A.A. Milne
- Beatrix Potter
- Philip Reeve
- J.K. Rowling
- Diana Ross
- Jacqueline Wilson

## Verenigde Staten
- Mick Foley
- Jack London
- R.J. Palacio
- Mark Twain
- Rick Riordan

## Canada
- Lucy Maud Montgomery
- Scott Young

## Australië
- Doris Pilkington Garimara
- Tim Winton